# Бжусьник
Бжусьник (пол. Brzuśnik) — село в Польщі, у гміні Радзехови-Вепш Живецького повіту Сілезького воєводства.
Населення — 1075 осіб (2011).
У 1975-1998 роках село належало до Бельського воєводства.

## Демографія
Демографічна структура станом на 31 березня 2011 року:
|          | Загалом | Допрацездатний вік | Працездатний вік | Постпрацездатний вік |
| -------- | ------- | ------------------ | ---------------- | -------------------- |
| Чоловіки | 531     | 126                | 363              | 42                   |
| Жінки    | 544     | 123                | 320              | 101                  |
| Разом    | 1075    | 249                | 683              | 143                  |